# Eden's Bowy
Ficha en Anime News Network
Eden's Bowy (ヱデンズ ボゥイ Wedenzu Bui?) es una serie de manga escrito e ilustrado por Kitsune Tennouji. Fue publicado originalmente en la revista Comptiq, pero pronto se trasladó a Shōnen Ace después de la creación y publicación de este último en 1994. Eden's Bowy fue adaptado a una serie de anime de 26 episodios por Studio Deen en 1999.

La historia está ambientada en un mundo extraño en el que dos islas flotantes llamadas Yulgaha y Yanuess que se mueven lentamente a través del cielo. La gente de la tierra nombró a estas islas "Edens", y controlan toda la tierra. Un niño, Yorn, nació el Yulgaha, pero en su infancia, fue separado de su madre y llevado a vivir en la superficie. Aunque el padre adoptivo que lo crio era pobre, Yorn se convirtió en un hombre joven brillante y alegre.

## Trama
Un día, Yorn es atacado por Hairra, mientras que él estaba forjando una espada, esta rompe la espada e intenta matarlo, su padre se sacrifica para salvar a Yorn. Hairra procede a incapacitar a Yorn, pero no puede matarlo debido a la llegada de una joven misteriosa. La niña coge la empuñadura de la espada de Yorn y la lleva en su mano, por arte de magia se transforma en la espada del Cazador de Dioses.
Hairra intenta matarla, pero ella se transforma en una mujer joven armada con un bastón (Seeda) y se defiende. Durante esta batalla, los poderes de Yorn como Cazador de Dioses se despiertan.

## Glosario
Deicida (神殺し Kami koroshi?)
Fuerza, que se dice que ha sido superior a Dios y puede cambiar el mundo. Se expresa con una condición especial en el linaje.
Ciudad celestial (天上都市 Tenjō toshi?)
Son las megaciudades que flotan en el aire por la fuerza de la magia y la ciencia avanzada. La presencia que se domina la tierra, la gente de la tierra se llaman "Eden".
La gente de Sefina (セフィナの民 Sefina no min?)
La gente de la nación de Sefina son los únicos que pueden usar la magia en los seres humanos que viven en la tierra.

## Personajes
Yorn
- Voz por: Kappei Yamaguchi

Yorn, es el protagonista, es un Cazador de Dioses, él tiene el poder de matar dioses.
Elisiss/Seeda/Jsieda (manga)(Elisiss/seeda/te-ra)
- Voz por: Hekiru Shiina

Elisiss es una misteriosa chica joven que apareció de la nada en el mercado de Coacassa un día. Ella casi nunca habla de su pasado. Ella es amante de Yorn, y llega a amarlo.
Enefea (El leopardo blanco)
- Voz por: Rei Igarashi

Enefea es la hermana de Elisiss, es el leopardo blanco. Al igual que Elisiss, también es un dios. Ella fue castigada por ser maldecida con la forma del leopardo y arrojada del cielo por su propio padre, Rumezavia, con quien se enojó por ponerse del lado de los seres humanos.
Anciano (Ulgar Dyne/Oyazi)
Es un anciano rescatado por la madre de Yorn, la princesa de previsión, de Yulgaha al principio de la serie. Está siempre cerca de Elisiss y Yorn, y les hace bromas.
Spike Randit
- Voz por: Yūji Ueda

Spike Randit es otro Cazador de Dioses, y parece que se entiende como contrapartida oscura de Yorn. Él se parece a Yorn, con varias diferencias. La principal diferencia y más evidente son las cuatro cicatrices en el hueso maxilar.

## Actores de voz
- Chiaki Kuriyama : Konyako Persia
- Fumihiko Tachiki : Vilog
- Ginzo Matsuo : Gilgamesh & Oltron
- Kaori Mizuhashi : Nyako Mikenika
- Kazuhiro Nakata : Goldoh
- Ken Narita : Wietoo
- Kōji Tsujitani : Agumaika
- Kozue Yoshizumi : Sakura
- Kyoko Tsuruno : Hairra
- Masashi Sugawara : Oyazi
- Mitsuaki Madono : Ramba
- Mitsuru Ogata : Colliant & Wagner
- Ryūzaburō Ōtomo : Rumezavia
- Toshihide Tsuchiya : Roloboot
- Wakana Yamazaki : Denirumo (capítulo 16)
- Yūji Ueda : Mikaera & Spike Randit
- Yūko Nagashima : Fennis & Yorn joven

## Radio teatro
Desde diciembre de 1998 hasta marzo de 1999, "La revista de radio Hekirijon Kadokawa" (KADOKAWA電波マガジン ザ･ヘキリジョン KADOKAWA denpa magajin za hekirijon?) emitió 14 episodios pulg. (Consulte la sección "Productos relacionados" para más detalles) en CD está después.

## Anime
"Edenzu Bo~ui" (エデンズボゥイ Edenzubo~ui?), la serie que fue transmitida por TV Tokyo desde abril a septiembre de 1999, el mismo año bajo el mismo título. 26 episodios. De "cazadores de dioses", Enefea es un leopardo blanco, Gorudo Vu~iroggu (ゴルドーとヴィロッグ?) se cambió el personaje de cada portada. Además, no sólo aparecen en las dos ciudades celestiales "Yurugaha" y "Yanuesu".

## Personal
- Idea original - Kitsune Tennoji (天王寺きつね?)
- Composición de serie - Seishi Sogawa (十川誠志?)
- Diseño de Personajes - Hiroko Kazui (数井浩子?)
- Diseño industrial, y supervisión de diseño - Atsushi Yamagata (山形厚史?)
- Director de arte - Akutsu Michiyo (阿久津美千代?)
- Combinación de colores - Takeshi Mochida (もちだたけし?)
- Director de fotografía - Hidetoshi Watanabe (渡邊英俊?)
- Música - Kazuhiko Toyama (外山和彦?)
- Director de Sonido - Toshiki Kameyama (亀山俊樹?)
- Edición - Seiji Morita (森田清次?)
- Cooperación - Kadokawa Shoten, Bandai Visual, Marubeni, Sony PCL
- Animación - Studio Deen
- Productor de animación - Hiroshi Hasegawa (長谷川洋?)
- Productor - Noriko Kobayashi (小林教子?) (TV Tokyo), Shinjiro Yokoyama (横山真二郎?) (agencia Sotsu)
- Director - Tsukasa Sunaga (須永司?)
- Producción - TV Tokyo, Sotsu

## Temas musicales
Temas de apertura
"Everlasting Train" (終わりなき旅人 Owarinakitabi hito?,  en español "Un sinfín de viajeros") (Capítulos 1 al 15)
Letra: Hekiru Shiina
Compositor y arreglador: Pipeline Project
Canción: Hekiru Shiina
"You're gonna change to the flower" (赤い華 Akai Hana?) (Capítulos 16 al 25)
Letra: Hekiru Shiina
Compositor y arreglador: Pipeline Project
Canción: Hekiru Shiina
Temas de cierre
"Save my heart" (Capítulos 1 al 15)
Letra: Yasue Sato
Compositor y arreglador: Dagurasu ka
Canción: Yasue Sato
"Kurōru" (クロール?) (Capítulos 16 al 26)
Letra: Kazuhiko Shimizu, Takahiro Tsunomori
Composición: Kazuhiko Shimizu
Arreglos: Masayuki Iwata
Canción: The Water Of Life

## Episodios
Lista de los episodios del anime.
| #  | Título                                                                                                 | Fecha de Emisión Japón   |
| -- | --- | ------------------------ |
|    | |                          |
| 01 | «El ángel que aterrizó en la Tierra» «地上におりた天使» (Chijō ni orita tenshi)                        | 6 de abril de 1999       |
| 02 | «Las flores blancas de Coacassa» «コーカッサの白い花» (Kōkassa no shiroi hana)                         | 13 de abril de 1999      |
| 03 | «Titiritero» «人形使い» (Ningyōdzukai)                                                                 | 20 de abril de 1999      |
| 04 | «Diablo de blanco» «白い悪魔» (Shiroi akuma)                                                           | 27 de abril de 1999      |
| 05 | «Noche y niebla de Yulgaha» «ユルガハの夜と霧» (Yurugaha no yoru to kiri)                              | 4 de mayo de 1999        |
| 06 | «El Enemigo directo en nuestras narices» «眼下の敵» (Ganka no teki)                                    | 11 de mayo de 1999       |
| 07 | «La casa de la marioneta» «人形の家» (Ningyō no ie)                                                    | 18 de mayo de 1999       |
| 08 | «Adiós, Elissis» «さよならエリシス» (Sayonara erishisu)                                                | 25 de mayo de 1999       |
| 09 | «Hairra muere» «ヘアラ散る» (Heara chiru)                                                              | 1 de junio de 1999       |
| 10 | «Adiós, luz de la Juventud» «さらば青春の光よ» (Sarabaseishun'nohikari yo)                             | 8 de junio de 1999       |
| 11 | «Rubido» «ルビード» (Rubīdo)                                                                           | 15 de junio de 1999      |
| 12 | «Detrás de la puerta» «扉の向こうで…» (Tobira no mukō de…)                                             | 22 de junio de 1999      |
| 13 | «La decisión de un ángel» «天使の決断» (Tenshi no ketsudan)                                            | 29 de junio de 1999      |
| 14 | «La búsqueda» «追跡» (Tsuiseki)                                                                        | 6 de julio de 1999       |
| 15 | «Chanakkare, la Ciudad de las Flores» «花の都チャナッカレ» (Hana no miyako chanakkare)                 | 13 de julio de 1999      |
| 16 | «Memoria de las Plumas Negras» «黒い羽のおもいで» (Kuroi hane no omoide)                               | 20 de julio de 1999      |
| 17 | «Parera» «パレラ» (Parera)                                                                             | 27 de julio de 1999      |
| 18 | «Dulce dolor» «甘い痛み» (Amai itami)                                                                  | 3 de agosto de 1999      |
| 19 | «El mago de Yulgaha» «ユルガハの魔導士» (Yurugaha no madō-shi)                                         | 10 de agosto de 1999     |
| 20 | «El borde del acantilado» «崖っぷち» (Gakeppuchi)                                                      | 17 de agosto de 1999     |
| 21 | «Vamos a llevarnos bien» «み〜んな仲よく» (Mi 〜 n'na nakayoku)                                        | 24 de agosto de 1999     |
| 22 | «Dos escorpiones» «二匹のサソリ» (Ni-biki no sasori)                                                   | 31 de agosto de 1999     |
| 23 | «Huellas de destrucción» «破滅の足音» (Hametsu no ashioto)                                             | 7 de septiembre de 1999  |
| 24 | «La ciudad de los Muertos» «亡者たちの街» (Mōja-tachi no machi)                                        | 14 de septiembre de 1999 |
| 25 | «El fin de la Tierra Santa» «聖地の末» (Seichi no sue)                                                 | 21 de septiembre de 1999 |
| 26 | «El chico de la tierra (Edenzu Bo~ui)» «大地の少年（エデンズボゥイ）» (Daichi no shōnen (edenzubo~ui)) | 28 de septiembre de 1999 |

## Productos relacionados

### DVD・LD・VHS
| Episodio   | Fecha de la versión      | Canción del cuento            | Normas N.º | Normas N.º | Normas N.º |
| Episodio   | Fecha de la versión      | Canción del cuento            | DVD        | LD         | VHS        |
| ---------- | ------------------------ | ----------------------------- | ---------- | ---------- | ---------- |
| capítulo 1 | 25 de julio de 1999      | Dai 1, 2-wa (第1、2話?)       | BCBA-0222  | BELL-1429  | BES-2374   |
| capítulo 2 | 25 de septiembre de 1999 | Dai 3 - 5-wa (第3 - 5話?)     | BCBA-0223  | BELL-1430  | BES-2375   |
| capítulo 3 | 25 de octubre de 1999    | Dai 6 - 8-wa (第6 - 8話?)     | BCBA-0224  | BELL-1431  | BES-2376   |
| capítulo 4 | 25 de noviembre de 1999  | Dai 9 - 11-wa (第9 - 11話?)   | BCBA-0225  | BELL-1432  | BES-2377   |
| capítulo 5 | 18 de diciembre de 1999  | Dai 12 - 14-wa (第12 - 14話?) | BCBA-0226  | BELL-1433  | BES-2378   |
| capítulo 6 | 25 de enero de 2000      | Dai 15 - 17-wa (第15 - 17話?) | BCBA-0227  | BELL-1434  | BES-2379   |
| capítulo 7 | 25 de febrero de 2000    | Dai 18 - 20-wa (第18 - 20話?) | BCBA-0228  | BELL-1435  | BES-2380   |
| capítulo 8 | 25 de marzo de 2000      | Dai 21 - 23-wa (第21 - 23話?) | BCBA-0229  | BELL-1436  | BES-2381   |
| capítulo 9 | 25 de abril de 2000      | Dai 24 - 26-wa (第24 - 26話?) | BCBA-0230  | BELL-1437  | BES-2382   |

### Guía de trabajo
Los caracteres especiales Edenzu Bo~ui
Fecha de publicación: julio de 1999
Edición: Kadokawa Shoten (Libro Nuevo de Cine tipos EX) ISBN 4-04-853095-X
Guía de Carácter Musical que relata un Resumen de la versión anime y la guía del mundo del cómic.

### Dramas de CD
Edenzu Bo~ui Vol. 1 [Drama de CD]
Fecha de publicación: 27 de febrero de 1999
Sony Music Entertainment (ahora Sony Music Records)
Norma: SRCL-4466
Edenzu Bo~ui Vol.2 [Drama de CD]
Fecha de publicación: 20 de marzo de 1999
Sony Music Entertainment
Norma: SRCL-4480

### CD
Edenzu Bo~ui original Soundtrack Vol. 1
Fecha de publicación: 2 de junio de 1999
Sony Music Entertainment
Norma: SRCL-4527
Edenzu Bo~ui original Soundtrack Vol.2
Fecha de publicación: 21 de agosto de 1999
Sony Music Entertainment
Norma: SRCL-4599
Everlasting Train -終わりなき旅人-
Fecha de publicación: 29 de abril de 1999
Sony Music Entertainment
Norma: SRDL-4621
Save my heart
Fecha de publicación: 21 de mayo de 1999
Sony Music Entertainment
Norma: AIDT-5041
Kurōru (クロール?)
Fecha de publicación: 1 de julio de 1999
Sony Music Entertainment
Norma: SRDL-4638
You're gonna change to the flower (赤い華 Akai Hana?)
Fecha de publicación: 4 de agosto de 1999
Sony Music Entertainment
Norma: SRDL-4646

### CD-Rom
Surtido de Edenzu Bo~ui Erishisu
Fecha de publicación: 26 de mayo de 2000
King Records
Norma: KIRZ-30
Accesorios de colección para los sistemas operativos Windows 95/98/2000
Materiales de Instalación (alrededor de 100), Ilustraciones de dibujo, Celda con una imagen de fondo (alrededor de 250), Y la recolección de voz grabada Erishisu.

### Novelas
Edenzu Bo~ui [novela]
Autor: Tomohiko Aoki (青木智彦?)
Ilustración: Hiroko Kazui (数井浩子?)
Editorial: Kadokawa Shoten (Kadokawa Sneaker Bunko)
Después de la historia del anime de televisión. Aproximadamente un año después de transmitido el último episodio.
1. Fecha de publicación de "Megamikakusei" (女神覚醒?   en español "el despertar de un dios"): octubre de 1999 - ISBN 4-04-422801-9
2. Fecha de la versión "Kami kari shōmetsu" (神狩り消滅?  en español "cacería y aniquilación de los dioses"): octubre de 1999 - ISBN 4-04-422802-7